# Antofagasta
Antofagasta è una città portuale del Cile settentrionale e di circa 350.000 abitanti, capoluogo della regione omonima. 

## Geografia fisica
Antofagasta si trova a circa 1.100 chilometri a nord della capitale Santiago e si affaccia sull'Oceano Pacifico. 

## Storia
L'origine del suo nome è dubbia, ma l'ipotesi più accertata vuole che provenga da una parola in lingua quechua che significa città del grande letto di sale. 
Fondata nel 1868, rimase sotto sovranità boliviana sino alle prime fasi della Guerra del Pacifico, quando fu occupata dall'esercito cileno. Fu ceduta al Cile a seguito del Patto di tregua tra Cile e Bolivia del 1884. A seguito di tale trattato, fu ceduto al Cile il territorio compreso tra il fiume Loa e il 23º parallelo che costituiva l'unico sbocco della Bolivia sul mare. In questo territorio era compresa anche la città di Antofagasta con il suo importante porto, strategico per Paesi con grosse riserve minerarie.

## Società

### Evoluzione demografica
| Censimento del 1992 | Censimento del 2002 |
| 228.408 ab.         | 285.255 ab.         |

### Religione
La città è sede dell'Arcidiocesi di Antofagasta.

## Infrastrutture e trasporti
La città è servita dall'Aeroporto Andrés Sabella Gálvez, situato a 10 km a nord della città.

## Sport
La principale società calcistica della città è il Club de Deportes Antofagasta che disputa le sue partite interne presso lo stadio regionale di Antofagasta.

## Amministrazione

### Gemellaggi
Antofagasta è gemellata con:
- Spalato, dal 1993[2]